# Strafverteidiger (Österreich)
Als Strafverteidiger (in Österreich überwiegend nur Verteidiger) wird in Österreich eine Person verstanden, welche dem Beschuldigten in einem Strafverfahren unterstützend und beratend zur Seite steht. Der Strafverteidiger ist zugunsten des Beschuldigten zur Parteilichkeit berechtigt und verpflichtet.

## Stellung des Strafverteidigers
Im formellen Sinn wird in § 48 StPO als „Verteidiger“ eine Person bezeichnet, welche
1. zur Ausübung der Rechtsanwaltschaft berechtigt ist,
2. an einer inländischen Universität die Lehrbefugnis für Strafrecht und Strafprozessrecht erworben hat oder
3. sonst gesetzlich zur Vertretung im Strafverfahren berechtigt ist,

sobald sie der Beschuldigte als Rechtsbeistand bevollmächtigt hat bzw. eine Person, die dem Beschuldigten nach den Bestimmungen dieses Gesetzes als Rechtsbeistand bestellt wurde (Verfahrenshilfe).
Zu den unter Punkt 3 genannten, sonst gesetzlich zur Vertretung berechtigten Personen gehören insbesondere die vor dem 1. Januar 2008 in die Verteidigerliste gemäß § 39 Abs. 3 StPO (alt) eingetragenen Personen, Notverteidiger nach § 62 Abs. 2 StPO, gesetzliche Vertreter, falls ihnen selbstständige Beistandsrechte eingeräumt sind und Organe der Jugendgerichtshilfe als Beistand in bezirksgerichtlichen Jugendstrafsachen. In Strafverfahren, bei denen das Hauptverfahren vor den Bezirksgerichten zu führen ist, sind ferner die Notare zur Übernahme der Verteidigung berechtigt (§ 5 Abs. 1 NotO).
Der Verteidiger ist selbst Partei im Strafverfahren. Er ist nicht Teil des Gerichtes oder der Staatsanwaltschaft, sondern von diesen unabhängig. Er ist nicht an Weisungen durch das Gericht oder die Staatsanwaltschaft gebunden und kann umgekehrt auch keine Weisungen erteilen.
Sonderregelungen gelten im Bereich des Disziplinarrechtes.

## Wortbedeutung
Verteidiger im rechtswissenschaftlichen Sinn ist, wer für die Rechte des Beschuldigten in einem Verfahren eintritt und hierzu berufen ist, unabhängig davon ob er entgeltlich oder unentgeltlich tätig wird.
In früherer Zeit, je nach Funktion und welcher Stand vertreten wurde sowie vor welchem Gericht aufgetreten wurde, auch als: Advocat, Beystand, Fürsprech, Fürsprach, Gewaltführer, Gewalthaber, Gewaltträger, Gerhab, Gerhaber, Gevollmächtigter, Mandatarius, Procurator, Rechtsfinder, Sachwalter, Sachführer, Spruchsprecher, Syndicus, Vorsprecher, Widersprecher, bezeichnet oder einfach nur Vertreter genannt.

## Rechte des Verteidigers
Um seine Aufgabe gegenüber dem Beschuldigten ausreichend wahrnehmen zu können, hat der Verteidiger besondere, nur ihm zustehende Rechte (Beispiele):
- er darf den Beschuldigten in jedem Verfahrensstadium beraten;
- er darf zugunsten des Beschuldigten eigene Ermittlungen durchführen;
- er hat ein Recht auf Akteneinsicht;
- er hat ein Recht auf Anwesenheit bei Durchsuchungen oder einem Lokalaugenschein;
- er hat ein Recht auf Anwesenheit bei der Beschuldigtenvernehmung;
- er hat verschiedene Antragsrechte;
- er darf mit dem Beschuldigten in der Regel ohne Überwachung sprechen und Briefe wechseln;
- er darf Angehörige ersuchen, von ihrem Entschlagungsrecht Gebrauch zu machen;
- er hat in der Hauptverhandlung das Recht auf Anwesenheit, Anträge und Fragen zu stellen und das Recht auf den Schlussvortrag;

### Aussageverweigerungsrecht
Nach § 157 Abs. 1 Zif. 2 StPO (§ 9 Abs 32 RAO) sind Strafverteidiger zur Verweigerung der Aussage berechtigt über das, was ihnen in dieser Eigenschaft bekannt geworden ist. Dieses Recht darf bei sonstiger Nichtigkeit nicht umgangen werden (also auch keine Vernehmung der Hilfskräfte etc., § 144 Abs. 2 StPO, siehe auch § 9 Abs. 3 RAO).
Ausnahme (§ 144 Abs. 3 StPO): Strafverteidiger können in Österreich unter den strengen Vorgaben des § 147 Abs. 2 StPO zur Aussage verpflichtet werden, wenn diese selbst in der Sache einer Tat dringend verdächtig sind.

## Verteidigerliste
Bis zum Jahr 2007 bestand in Österreich eine Liste der Personen, die Verteidigungen übernahmen bzw. übernehmen durften. Ein Beschuldigter konnte nur Personen zu seiner Verteidigung auswählen, welche in dieser Liste eingetragen waren. Die Verteidigerliste wurde vom Präsidenten des Oberlandesgerichtes geführt.
Um als Verteidiger in die Verteidigerliste eingetragen zu werden, war es nicht Voraussetzung, dass auch eine Eintragung als Rechtsanwalt bestand. So konnten sich auch Hochschullehrer aus dem Bereich der Rechtswissenschaften und auch Notare und andere Personen in die Verteidigerliste eintragen lassen. Ebenso für das bezirksgerichtliche Verfahren in Jugendstrafsachen (Jugendgerichtsgesetz 1988, JGG, BGBl. Nr. 599/1988) Organe der Jugendgerichtshilfe oder andere geeignete Personen (§ 58 Zif. 5 JGG).
Seit der Strafprozessreform 2007 sind neue Eintragungen in die Verteidigerliste nicht mehr möglich. Eintragungen für Personen, die am 31. Dezember 2007 in die Verteidigerliste im Sinne des § 39 Abs. 3 dritter Satz StPO (alt) eingetragen waren, bleiben aufrecht. Die eingetragenen Personen gelten bis zur Vollendung ihres 70. Lebensjahres im Sinne des § 48 Abs. 1 Z 4 StPO (neu) als gesetzlich zur Vertretung im Strafverfahren berechtigte Personen.
Aktuell wohl bekanntester Verteidiger, der ohne Rechtsanwaltsprüfung in die Verteidigerliste eingetragen ist bzw. aufgrund seiner Tätigkeit als Universitätsprofessor in Strafverfahren als Verteidiger auftreten kann, ist der ehemalige Justizminister Wolfgang Brandstetter.
Ein weiterer prominenter Strafverteidiger ist Walter Rosenkranz, Präsident des Nationalrates.

## Machthaber
Vom Verteidiger ist der Machthaber grundsätzlich zu unterscheiden. Gemäß § 455 Abs. 2 StPO kann sich ein Angeklagter, der nicht verhaftet ist, wenn er nicht persönlich vor dem Bezirksgericht erscheinen will, bei der Verhandlung durch einen Verteidiger als Machthaber vertreten lassen. Dem Gericht steht es jedoch auch in diesem Fall zu, den Angeklagten unter Androhung der vorgesehenen Zwangsfolgen zum persönlichen Erscheinen aufzufordern. Lässt sich der Angeklagte durch einen Machthaber vertreten, so kommt diesem in der Hauptverhandlung die Stellung des Angeklagten zu (§ 455 Abs. 3 StPO).